# كاثلين كيس
كاثلين كيس (بالإنجليزية: Kathleen Case)‏ هي ممثلة أمريكية، ولدت في 1933 في بيتسبرغ في الولايات المتحدة، وتوفيت في 1979 في شمال هوليوود ‏ في الولايات المتحدة.

## وصلات خارجية
- كاثلين كيس على موقع IMDb (الإنجليزية)
- كاثلين كيس على موقع ألو سيني (الفرنسية)
- كاثلين كيس على موقع أول موفي (الإنجليزية)
- كاثلين كيس على موقع قاعدة بيانات الأفلام السويدية (السويدية)
- كاثلين كيس على موقع قاعدة بيانات الفيلم (الإنجليزية)
- كاثلين كيس على موقع كينوبويسك (الروسية)